# Bernard Malamud
Bernard Malamud (Brooklyn, New York, 1914. április 26. – Manhattan, New York, 1986. március 18.) amerikai író.
Malamud a második világháború utáni új amerikai írónemzedék egyik legkiemelkedőbb személye. Szülei orosz emigránsok voltak, akik a pogromok elől menekültek az Újvilágba.
Malamud New Yorkban járt iskolába, majd a Columbia Egyetemen szerzett bölcsészdiplomát.
Viszonylag későn kezdett publikálni. Irodalmi mintaképei Csehov, James Joyce és Hemingway voltak.
Az első regénye: The Natural (Az őstehetség) 1952-ben jelent meg.
Malamud figurái általában zsidó kisemberek, akik a társadalom őket körülvevő ketrecéből igyekeznek kibújni, de még önmagukból sem igen tudnak.

## Regényei
„Malamud írói pályáján a legjelentősebb mérföldkő az 1966-os esztendő volt. Ötvenéves is elmúlt, mire addigi műveiből, tapasztalataiból kikristályosította azt a művet, amely egymagában is elegendő lett volna arra, hogy beírja Bemard Malamud nevét az irodalomtörténetbe.
A mesterember 1967-ben az egyik legrangosabb amerikai irodalmi díj, a National Book Award regénykategóriájának nagydíjával tüntették ki, valamint elnyerte a Pulitzer díjat is... Malamud a kis témák után ebben a művében rálelt a Nagy Témára; a kisszerű hősökével azonos anyagból megalkotta Jakov Bok halhatatlan figuráját.”

– Borbás Mária 

- The Natural (Őstehetség) (1952)
- The Assistant (A segéd) (1957)
- A New Life (Új élet) (1961)
- The Fixer (A mesterember) (1966)
- The Tenants (A lakók) (1971)
- Dubin's Lives (Dubin megannyi élete) (1979)
- God's Grace (Isteni kegyelem) (1982)

## Magyarul
- A segéd. Regény; ford. Balassa Klára, utószó Taxner-Tóth Ernő; Európa, Bp., 1969 (Modern könyvtár)
- A mesterember. Regény; ford. Réz Ádám; Európa, Bp., 1970
- Az első hét esztendő. Elbeszélések; vál. Osztovits Levente, ford. Árokszállásy Zoltán et al.; Európa, Bp., 1974 (Európa zsebkönyvek)
- Új élet; ford. Szilágyi Tibor; Európa, Bp., 1975 (Európa zsebkönyvek)
- A lakók; ford. Réz Ádám, utószó Sükösd Mihály; Európa, Bp., 1977 (Modern könyvtár)
- A beszélő ló. Elbeszélések; ford. Bart István et al.; Európa, Bp., 1980
- Isteni kegyelem. Regény; ford., utószó Bart István; Európa, Bp., 1984 (Modern könyvtár)
- Dubin megannyi élete; ford. Gieler Gyöngyi; Európa, Bp., 1991
- Őstehetség; ford. Boross Anna; Etűd, Bp., 1996
- Jozip népe; ford. Falvay Mihály, utószó Mihályi Gábor; Ciceró, Bp., 1997
- Ördögűzés és más elbeszélések; ford. Borbás Mária, Benedek Mihály; Ciceró, Bp., 1998